# Atletismo nos Jogos Pan-Americanos de 2003 - Salto com vara masculino
A prova do salto com vara masculino nos Jogos Pan-Americanos de 2003 foi realizada em 8 de agosto de 2003. Dominic Johnson ganhou a única medalha de Santa Lúcia nos jogos.

## Calendário
| Data        | Fase  |
| ----------- | ----- |
| 8 de agosto | Final |

## Medalhistas
| Ouro   | USA Toby Stevenson  |
| Prata  | USA Russ Buller     |
| Bronze | LCA Dominic Johnson |

## Recordes
Recordes mundial e pan-americano antes da disputa dos Jogos Pan-Americanos de 2003.
| Tipo                             | Atleta       | Tempo  | Local         | Data                |
| -------------------------------- | ------------ | ------ | ------------- | ------------------- |
|                                  | Sergey Bubka | 6.14 m | Sestriere     | 31 de julho de 1994 |
| Recorde dos Jogos Pan-Americanos | Pat Manson   | 5.75m  | Mar del Plata | 18 de março de 1995 |

## Resultados
| Posição | Atleta                  | Saltos   | Saltos   | Saltos   | Saltos   | Saltos   | Saltos | Saltos   | Final     |
| Posição | Atleta                  | 1        | 2        | 3        | 4        | 5        | 6      | 7        | Resultado |
| ------- | ----------------------- | -------- | -------- | -------- | -------- | -------- | ------ | -------- | --------- |
| 1       | USA Toby Stevenson      | 5.40-O   | 5.50-XXX | 5.50-X   | 5.45-X   | 5.40-O   | 5.45-O |          | 5.45 m    |
| 2       | USA Russ Buller         | 5.40-O   | 5.50-XXX | 5.50-X   | 5.45-X   | 5.40-O   | 5.45-X |          | 5.40 m    |
| 3       | LCA Dominic Johnson     | 5.20-O   | 5.35-XO  | 5.40-XXO | 5.50-XXX |          |        |          | 5.40 m    |
| 4       | ARG Javier Benítez      | 4.90-XO  | 5.00-O   | 5.10-XO  | 5.20-XO  | 5.30-XXO | 5.35-0 | 5.40-XXX | 5.35 m    |
| 5       | MEX Giovanni Lanaro     | 5.20-O   | 5.30-O   | 5.40-XXX |          |          |        |          | 5.30 m    |
| 6       | VEN Ricardo Diez        | 5.00-XO  | 5.10-O   | 5.20-XXO | 5.30-XXX |          |        |          | 5.20 m    |
| 7       | CHI José Francisco Nava | 4.80-XXO | 5.00-XO  | 5.10-XO  | 5.20-XXO | 5.30-XXX |        |          | 5.20 m    |
| 8       | JAM Jabari Ennis        | 4.90-O   | 5.00-O   | 5.10-XXX |          |          |        |          | 5.00 m    |
| 9       | PER Francisco León      | 4.90-XO  | 5.10-XXX |          |          |          |        |          | 4.90 m    |
| 10      | CHI Jorge Naranjo       | 4.80-XO  | 5.00-XXX |          |          |          |        |          | 4.80 m    |
| —       | MEX Róbison Pratt       | 5.30-XXX |          |          |          |          |        |          | NM        |